# Liste des équipes affiliées au Lightning de Tampa Bay
Le Lightning de Tampa Bay est une franchise de la Ligue nationale de hockey depuis l'expansion de la Ligue en 1992.

Cette page répertorie les équipes affiliées au Lightning depuis cette première saison.

## Équipes affiliées par saison
| Saison    | Équipe principale                              | Équipe secondaire                                             |
| --------- | ---------------------------------------------- | ------------------------------------------------------------- |
| 1992-1993 | Knights d'Atlanta (LIH)                        | Icehawks de Louisville (ECHL)                                 |
| 1993-1994 | Knights d'Atlanta (LIH)                        | Cherokees de Knoxville (ECHL)                                 |
| 1994-1995 | Knights d'Atlanta (LIH)                        | Knights de Nashville (ECHL)                                   |
| 1995-1996 | Knights d'Atlanta (LIH)                        | Knights de Nashville (ECHL)                                   |
| 1996-1997 | Red Wings de l'Adirondack (LAH))               | -                                                             |
| 1997-1998 | Red Wings de l'Adirondack (LAH)                | Icebreakers de Chesapeake (ECHL)                              |
| 1998-1999 | Lumberjacks de Cleveland (LIH)                 | Icebreakers de Chesapeake (ECHL)                              |
| 1999-2000 | Vipers de Détroit (LIH)                        | Storm de Toledo (ECHL)                                        |
| 2000-2001 | Vipers de Détroit (LIH)                        | Chiefs de Johnstown (ECHL)                                    |
| 2001-2002 | Falcons de Springfield (LAH)                   | Ice Pilots de Pensacola (ECHL)                                |
| 2002-2003 | Falcons de Springfield (LAH)                   | Ice Pilots de Pensacola (ECHL)                                |
| 2003-2004 | Bulldogs de Hamilton et Bears de Hershey (LAH) | Ice Pilots de Pensacola (ECHL)                                |
| 2004-2005 | Falcons de Springfield (LAH)                   | Chiefs de Johnstown (ECHL) et Frostbite de l'Adirondack (UHL) |
| 2005-2006 | Falcons de Springfield (LAH)                   | Chiefs de Johnstown (ECHL)                                    |
| 2006-2007 | Falcons de Springfield (LAH)                   | Chiefs de Johnstown (ECHL)                                    |
| 2007-2008 | Admirals de Norfolk (LAH)                      | Sea Wolves du Mississippi (ECHL)                              |
| 2008-2009 | Admirals de Norfolk (LAH)                      | Lynx d'Augusta (ECHL)                                         |
| 2009-2010 | Admirals de Norfolk (LAH)                      | Lynx d'Augusta (ECHL)                                         |
| 2010-2011 | Admirals de Norfolk (LAH)                      | Everblades de la Floride (ECHL)                               |
| 2011-2012 | Admirals de Norfolk (LAH)                      | Everblades de la Floride (ECHL)                               |
| 2012-2013 | Crunch de Syracuse (LAH)                       | Everblades de la Floride (ECHL)                               |
| 2013-2014 | Crunch de Syracuse (LAH)                       | Everblades de la Floride (ECHL) et Beast de Brampton (LCH)    |
| 2014-2015 | Crunch de Syracuse (LAH)                       | Everblades de la Floride (ECHL)                               |
| 2015-2016 | Crunch de Syracuse (LAH)                       | -                                                             |
| 2016-2017 | Crunch de Syracuse (LAH)                       | Wings de Kalamazoo (ECHL)                                     |
| 2017-2018 | Crunch de Syracuse (LAH)                       | Solar Bears d'Orlando (ECHL)                                  |
| 2018-2019 | Crunch de Syracuse (LAH)                       | Solar Bears d'Orlando (ECHL)                                  |
| 2019-2020 | Crunch de Syracuse (LAH)                       | Solar Bears d'Orlando (ECHL)                                  |
| 2020-2021 | Crunch de Syracuse (LAH)                       | Solar Bears d'Orlando (ECHL)                                  |
| 2021-2022 | Crunch de Syracuse (LAH)                       | Solar Bears d'Orlando (ECHL)                                  |